# Mistrovství světa ve veslování 2017
Mistrovství světa ve veslování 2017 byl v pořadí 47. šampionát konaný mezi 24. září do 1. října 2017 v Sarasotě na Floridě .

## Medailové pořadí
| Pořadí | Země               | Zlato | Stříbro | Bronz | Celkem |
| ------ | ------------------ | ----- | ------- | ----- | ------ |
| 1      | Itálie             | 3     | 3       | 3     | 9      |
| 2      | Nový Zéland        | 3     | 2       | 2     | 7      |
| 3      | Austrálie          | 3     | 2       | 1     | 6      |
| 4      | Francie            | 2     | 1       | 0     | 3      |
| 4      | Nizozemsko         | 2     | 1       | 0     | 3      |
| 6      | Irsko              | 2     | 0       | 0     | 2      |
| 6      | Rumunsko           | 2     | 0       | 0     | 2      |
| 8      | Spojené království | 1     | 3       | 3     | 7      |
| 9      | Německo            | 1     | 0       | 4     | 5      |
| 10     | Brazílie           | 1     | 0       | 1     | 2      |
| 10     | Norsko             | 1     | 0       | 1     | 2      |
| 12     | Česko              | 1     | 0       | 0     | 1      |
| 12     | Maďarsko           | 1     | 0       | 0     | 1      |
| 12     | Litva              | 1     | 0       | 0     | 1      |
| 12     | Jižní Afrika       | 1     | 0       | 0     | 1      |
| 12     | Švýcarsko          | 1     | 0       | 0     | 1      |
| 17     | USA                | 0     | 4       | 2     | 6      |
| 18     | Polsko             | 0     | 3       | 1     | 4      |
| 19     | Ukrajina           | 0     | 2       | 0     | 2      |
| 20     | Rusko              | 0     | 1       | 2     | 3      |
| 21     | Kanada             | 0     | 1       | 0     | 1      |
| 21     | Chorvatsko         | 0     | 1       | 0     | 1      |
| 21     | Kuba               | 0     | 1       | 0     | 1      |
| 21     | Izrael             | 0     | 1       | 0     | 1      |
| 25     | Čína               | 0     | 0       | 2     | 2      |
| 26     | Rakousko           | 0     | 0       | 1     | 1      |
| 26     | Dánsko             | 0     | 0       | 1     | 1      |
| 26     | Estonsko           | 0     | 0       | 1     | 1      |
| 26     | Řecko              | 0     | 0       | 1     | 1      |
| Celkem | Celkem             | 26    | 26      | 26    | 78     |

## Přehled medailí

### Mužské disciplíny
| Disciplína                               | Zlato | Čas     | Stříbro | Čas     | Bronz | Čas     |
| M1x Skif                                 | Ondřej Synek Česko | 6:40.64 | Ángel Fournier Kuba | 6:43.49 | Tom Barras Spojené království | 6:45.14 |
| M2x Dvojskif                             | Nový Zéland John Storey Chris Harris | 6:10.07 | Polsko Mirosław Ziętarski Mateusz Biskup | 6:10.66 | Itálie Filippo Mondelli Luca Rambaldi | 6:11.33 |
| M4x Párová čtyřka                        | Litva Dovydas Nemeravičius Martynas Džiaugys Rolandas Maščinskas Aurimas Adomavičius                                                                    | 5:43.10 | Spojené království Jack Beaumont Jonathan Walton John Collins Graeme Thomas                                                                 | 5:45.03 | Estonsko Kaur Kuslap Allar Raja Tõnu Endrekson Kaspar Taimsoo                                                                              | 5:45.32 |
| M2− Dvojka bez kormidelníka              | Itálie Matteo Lodo Giuseppe Vicino | 6:16.22 | Chorvatsko Martin Sinković Valent Sinković                                                                                                  | 6:16.56 | Nový Zéland Tom Murray James Hunter | 6:20.85 |
| M4− Čtyřka bez kormidelníka              | Austrálie Joshua Hicks Spencer Turrin Jack Hargreaves Alexander Hill                                                                                    | 5:55.24 | Itálie Marco Di Costanzo Giovanni Abagnale Matteo Castaldo Domenico Montrone                                                                | 5:57.19 | Spojené království Matthew Rossiter Mohamed Sbihi Matthew Tarrant William Satch                                                            | 5:57.99 |
| M2+ Dvojka s kormidelníkem               | Maďarsko Adrián Juhász Béla Simon Andrea Vanda Kolláth                                                                                                  | 6:54.80 | Austrálie Darcy Wruck Angus Widdicombe James Rook                                                                                           | 6:56.60 | Německo Malte Grossmann Finn Schröder Jonas Wiesen                                                                                         | 6:58.37 |
| M8+ Osma                                 | Německo Johannes Weißenfeld Felix Wimberger Maximilian Planer Torben Johannesen Jakob Schneider Malte Jakschik Richard Schmidt Hannes Ocik Martin Sauer | 5:26.85 | USA Dariush Aghai Yohann Rigogne Alexander Karwoski Jordan Vanderstoep Thomas Peszek Nicholas Mead Andrew Reed Patrick Eble Julian Venonsky | 5:28.45 | Itálie Cesare Gabbia Emanuele Liuzzi Luca Parlato Paolo Perino Bruno Rosetti Mario Paonessa Davide Mumolo Leonardo Pietra Enrico D'Aniello | 5:28.90 |
| LM1x Skif lehkých vah                    | Irsko Paul O'Donovan | 6:48.87 | Nový Zéland Matthew Dunham | 6:52.16 | Norsko Kristoffer Brun | 6:52.35 |
| LM2x Dvojskif lehkých vah                | Francie Pierre Houin Jérémie Azou | 6:13.10 | Itálie Stefano Oppo Pietro Ruta | 6:15.15 | Čína Sun Man Fan Junjie | 6:15.40 |
| LM4x Párová čtyřka lehkých vah           | Francie François Teroin Damien Piqueras Maxime Demontfaucon Stany Delayre                                                                               | 5:51.85 | Spojené království Edward Fisher Zak Lee-Green Peter Chambers Gavin Horsburgh                                                               | 5:52.02 | Řecko Ninos Nikolaidis Panagiotis Magdanis Spyridon Giannaros Eleftherios Konsolas                                                         | 5:53.64 |
| LM2− Dvojka bez kormidelníka lehkých vah | Irsko Mark O'Donovan Shane O'Driscoll | 6:32.42 | Itálie Giuseppe Di Mare Alfonso Scalzone | 6:34.20 | Brazílie Xavier Vela Willian Giaretton | 6:35.30 |
| LM4− Čtyřka bez kormidelníka lehkých vah | Itálie Federico Duchich Leone Barbaro Lorenzo Tedesco Piero Sfiligoi                                                                                    | 5:59.60 | Rusko Maxim Telicyn Alexandr Bogdašin Alexandr Čaukin Alexej Vikulin                                                                        | 6:01.91 | Německo Patrik Stöcker Sven Kessler Jonathan Koch Julius Peschel                                                                           | 6:03.37 |

### Ženské disciplíny
| Disciplína                     | Zlato | Čas     | Stříbro | Čas     | Bronz | Čas     |
| W1x Skif                       | Jeannine Gmelin Švýcarsko | 7:22.58 | Victoria Thornley Spojené království | 7:24.50 | Magdalena Lobnigová Rakousko                                                                                               | 7:26.56 |
| W2x Dvojskif                   | Nový Zéland Brooke Donoghue Olivia Loe | 6:45.08 | USA Meghan O'Leary Ellen Tomek | 6:46.57 | Austrálie Olympia Aldersey Madeleine Edmunds                                                                               | 6:49.76 |
| W4x Párová čtyřka              | Nizozemsko Olivia van Rooijen Inge Janssen Sophie Souwer Nicole Beukers                                                                                  | 6:16.72 | Polsko Agnieszka Kobus Marta Wieliczko Maria Springwald Katarzyna Zillmann                                                                    | 6:17.71 | Spojené království Bethany Bryan Mathilda Hodgkins-Byrne Jessica Leyden Holly Nixon                                        | 6:19.93 |
| W2− Dvojka bez kormidelnice    | Nový Zéland Grace Prendergast Kerri Gowler | 7:00.53 | USA Megan Kalmoe Tracy Eisser | 7:04.37 | Dánsko Hedvig Rasmussen Christina Johansen                                                                                 | 7:06.21 |
| W4− Čtyřka bez kormidelnice    | Austrálie Lucy Stephan Katrina Werry Sarah Hawe Molly Goodman                                                                                            | 6:33.58 | Polsko Olga Michalkiewicz Joanna Dittmann Monika Ciaciuch Maria Wierzbowska                                                                   | 6:34.25 | Rusko Jelena Orabinská Anastasija Tichanovová Jekatěrina Potapovová Alevtina Savkinová                                     | 6:34.67 |
| W8+ Osma                       | Rumunsko Ioana Vrinceanu Viviana-Iuliana Bejinariu Mihaela Petrila Iuliana Popa Mădălina Bereș Denisa Tilvescu Adelina Bogus Laura Oprea Daniela Druncea | 6:06.40 | Kanada Lisa Roman Kristin Bauder Nicole Hare Hillary Janssens Christine Roper Susanne Grainger Jennifer Martins Rebecca Zimmerman Kristen Kit | 6:07.09 | Nový Zéland Ashlee Rowe Ruby Tew Georgia Perry Kelsey Bevan Kelsi Walters Rebecca Scown Lucy Spoors Emma Dyke Sam Bosworth | 6:07.27 |
| LW1x Skif lehkých vah          | Jižní Afrika Kirsten McCann | 7:38.78 | Nizozemsko Marieke Keijser | 7:41.00 | USA Mary Jones | 7:42.45 |
| LW2x Dvojskif lehkých vah      | Rumunsko Ionela-Livia Lehaci Gianina Beleaga | 6:55.88 | Nový Zéland Zoe McBride Jackie Kiddle | 6:56.09 | USA Emily Schmieg Michelle Sechser                                                                                         | 6:56.38 |
| LW4x Párová čtyřka lehkých vah | Itálie Asja Maregotto Paola Piazzolla Federica Cesarini Giovanna Schettino                                                                               | 6:33.97 | Austrálie Amy James Alice Arch Georgia Miansarow Georgia Nesbitt                                                                              | 6:35.47 | Čína Xuan Xulian Shen Ling Pan Dandan Chen Fang                                                                            | 6:36.33 |